# Château de la Ravillais
Le château de la Ravillais est un édifice situé à Ploubalay, en France.

## Localisation
Le château est situé sur le territoire de la commune de Ploubalay, dans le département des Côtes-d'Armor, en région Bretagne.

## Description
Le château reprend le modèle de la malouinière : haut toit à croupe garni d'épis de faîtage, petites lucarnes en « chapeau de gendarme » surmontées d'un éclairage supplémentaire du comble, façades très sobres, sans aucun ornement. Le gros œuvre est enduit à la chaux, sauf pour les encadrements des baies et les chaînages des angles qui sont mis en valeur par un trompe-l'œil peint. La distribution s'apparente à la malouinière-type, comme celle de Launay-Ravilly (Saint-Père-Marc-en-Poulet), à savoir une entrée dans laquelle se trouve sur le côté droit l'escalier et sur le côté gauche une trappe de cave, sous le plancher, actionnée par une poulie. Face à l'entrée, la salle à manger, avec à sa droite la cuisine et le tréhory de la cuisinière (pas conservé), et à gauche le grand salon avec cheminée et rose des vents au parquet. Au-dessus de la porte trois blasons sont sculptés : au centre, celui de René Joseph Le Métaier, « d'argent à trois merlettes de sable », qui est accompagné à droite de celui de son épouse Hélène Perrée  de La Villestreux : « de gueules au chevron d'or accompagné en chef de deux étoiles et d'une ancre de marine en pointe de même » et à gauche probablement le  blason des premiers seigneurs de la Ravillais ou celui de sa grand-mère Jacqueline Labbé, qui sont « d'argent à quatre fusées accolées de sable » ou encore d'un lignage plus lointain remontant à la maison de Dinan. Communs et métairie encadrent une seconde cour, sur la parcelle d'à côté.

## Historique
La terre de la Ravillais appartient en 1448 à Jean de la Ravillais, puis à Rolland de la Ravillais qui rend aveu en 1527 et 1537 au seigneur du Plessis-Balisson. Elle devient la propriété au XVIIe siècle de Paul Gouyon, (1654-1720), issu d’une branche de la puissante famille des seigneurs de Matignon, maréchal des logis des chevaux-légers de la garde du roi et chevalier de Saint Louis.Au décès de Paul Gouyon, la propriété est acquise par René-Joseph Le Métaier, seigneur de la Ville Bague et de la Ravillais qui épouse en 1737 Hélène Perrée, fille du célèbre corsaire, Pierre Perrée du Coudray de la Villestreux. Ce dernier fut en 1703 parmi les premiers à franchir le détroit de Magellan, pour commercer avec les villes minières de l’empire espagnol d’Amérique du Sud. Son importante fortune fut acquise lors d’expéditions maritimes, entre autres celle qui lui permit la prise d’un navire hollandais. Sa fille bien dotée fait donc construire avec son époux, René-Joseph Le Métaier une nouvelle habitation qui s’apparente aux « malouinières » à la mode du pays de Saint-Malo.Quelques modifications sont apportées au 19e siècle comme les fontes ornementales néo-renaissance de la porte d’entrée et de la rampe de l’escalier, vraisemblablement réalisées par Adèle le Métaier de Lorgerie (1812-1891) qui épouse en 1836 Saturnin de Bourblanc (1811-1883). 
Le château est inscrit à l'inventaire général du patrimoine culturel.